# Pilea umbrosa
Pilea umbrosa är en nässelväxtart som beskrevs av Nathaniel Wallich och Carl Ludwig von Blume. Pilea umbrosa ingår i släktet pileor, och familjen nässelväxter. Utöver nominatformen finns också underarten P. u. obesa.